# Onomast
|  | Per a altres significats, vegeu «Onomast d'Esmirna». |

Onomast (en grec antic: Ὀνόμαστος, llatí: Onomastus) fou un militar macedoni al servei confidencial de Filip V de Macedònia, que el va nomenar governador de la costa de Tràcia.
El rei havia de lliurar Enos i Maronea (Tràcia) als romans, i va ordenar fer una matança a Maronea l'any 185 aC. Onomast va prendre una part rellevant, juntament amb el general Cassandre. Api Claudi Pulcre i altres comissionats romans van exigir l'enviament d'Onomast i Cassandre a Roma per una investigació. El rei va enviar Cassandre, encara que el va fer enverinar abans d'arribar a Roma, però va insistir que Onomast no era a Maronea en el moment de la matança. Segons Polibi i Titus Livi, coneixia massa bé els secrets del rei per enviar-lo als romans.
Onomast torna a aparèixer el 182 aC com un dels assessors de Filip en el judici privat de Demetri per l'acusació de conspiració contra la vida del seu germà Perseu.